# BIG WAVE (サウンドトラック)
『BIG WAVE』（ビッグ・ウェイブ）は、1984年6月20日に発売された、山下達郎のサウンドトラック。

## 解説
サーフィンを題材としたウォルター・マルコネリー監督のドキュメンタリー映画『ビッグ・ウェイブ』のサウンドトラック。
A面は映画のための書き下ろしを含む自身のオリジナル曲。B面はザ・ビーチ・ボーイズなどのカヴァーで構成されたサウンドトラック。A面を全てザ・ビーチ・ボーイズのカヴァー曲で構成した自主制作盤『ADD SOME MUSIC TO YOUR DAY』と反対に、本作ではB面にザ・ビーチ・ボーイズとブライアン・ウィルソンに関連した楽曲が収録されている。夏に関連した楽曲が収録され、一部は『MELODIES』や『FOR YOU』からの再収録となっている。1984年は自身のコンサート・ツアーに加えて竹内まりやの復帰作『VARIETY』のレコーディングとも重なり、スケジュールがかなりタイトだったため、既発曲のリミックスにもかなり助けてもらったが、それでもこれまで録音した英語詞の作品を一枚のアルバムにまとめることが出来、その意義もとても大きかったと思うという。
それまで英語がさほど堪能というわけではなく、もともと洋楽好きだったことから、英語の歌は耳で覚えた適当な雰囲気英語で、それでも割と発音がいいと言われていた。そのためあくまで我流の、レコードから耳覚えのある発音で英語曲を歌っていた。山下はそのことが不安で不満だったことから、この際にと1か月の間、本アルバムのオリジナル曲の作詞を行ったアラン・オデイ（Alan O'Day）に歌入れに立ち会ってもらいつつ、英語の発音を徹底的に矯正してもらうことにした。当時ディレクターだった小杉理宇造は、あまりの厳しいトレーニングぶりに、もう少し抑制するように話したところ、アランは「いや。これはタツが徹底的にやってくれと言っているから、僕だってそんなにやりたくはないんだけれど、やってるんだ」と答えたという。山下はそう言った記憶はなかったが、「初めからいろんな事を指摘されたので、ならばこの際だから徹底的に自分の発音を治そうと思って、自分がそうやってアランにお願いしたのだと思う」と回想している。その結果、発音は大幅に改善され、それ以降は安心して英語の歌が歌えるようになったという。
歌詞カードには福田一郎のアルバム解説を収載。また、アナログの初回プレス盤は同封の歌詞カードに間違いがあったため、訂正後の歌詞カードが別途添付されていた。
山下と親交の深い桑田佳祐はサザンオールスターズの9枚目のオリジナル・アルバム『Southern All Stars』に、このアルバムから受けた影響へのオマージュとして、「忘れられたBig Wave」を収録している。
2024年、発売から40年経つが、ボーナス・トラックを出し尽くしてしまった事とライブや楽曲制作等スケジュールが詰まっていると言う理由で40周年記念盤の制作を断念。その代わりに6月30日放送の『サンデー・ソングブック』にて「アルバム『ビッグ・ウェイヴ』40周年記念ミニ特集」が組まれた。
映画の興業収入はイマイチでヒットしなかったが、本作は映画とは関係なく売れたと語っている。

## 収録曲

### Side A
1. THE THEME FROM BIG WAVE –ビッグ・ウェイブのテーマ–  –  (3'37")
  - lyrics by Alan O'Day, music by Tats Yamashita
  - 1984年4月25日に先行シングルとして発売されていた。山下達郎作曲、大貫妙子作詞・歌の「魔法を教えて」を、新たに英語詞としたもの[6]。2012年リリースのオールタイム・ベスト『OPUS 〜ALL TIME BEST 1975-2012〜』[注釈 6]、2017年リリースのコンピレーション・アルバム『COME ALONG 3』[注釈 7]に、それぞれ収録された。なお、A面収録のオリジナル曲はいずれもアメリカ出身のシンガーソングライター、アラン・オデイによる英語詞となっている。
2. JODY  –  (3'49")
  - lyrics by Alan O'Day, music by Tats Yamashita
  - 『MELODIES』[注釈 3]収録曲「悲しみのJODY」の英語詞による改作。2006年にはアサヒビールのタイアップが付く。
3. ONLY WITH YOU  –  (3'41")
  - lyrics by Alan O'Day, music by Tats Yamashita
  - ギター・インスト・ヴァージョンが現在まで『山下達郎のサンデー・ソングブック』（TOKYO FM）のオープニングとして使われている。ギター・インスト・ヴァージョンは『BIG WAVE 30th Anniversary Edition』および『山下達郎CM全集 Vol.2』に収録。後に、シングル「ターナーの汽罐車 -Turner's Steamroller-」[注釈 8]のカップリングに同曲のライブ・ヴァージョンが収録された。
4. MAGIC WAYS  –  (4'45")
  - lyrics by Alan O'Day, music by Tats Yamashita
  - 『FOR YOU』[注釈 4]レコーディングの頃に書かれた曲。レコーディング当初、間奏にはサックスやギターのソロを入れようと試したがどれも今ひとつしっくりこなかったため、最終的には一人多重コーラスのみとなっている。2022年、Nulbarichによってカバーされた[7]。
5. YOUR EYES  –  (3'12")
  - lyrics by Alan O'Day, music by Tats Yamashita
  - 『FOR YOU』[注釈 4]収録曲。本作収録に際しリミックスされ、エンディングが若干短くなっている。
6. I LOVE YOU...Part II  –  (2'02")
  - lyrics by Alan O'Day, music by Tats Yamashita
  - テレビ・コマーシャル用に作られた「パートI」を流用して制作されたもの。アランにその「パートI」を聴かせたところ、更にその上に新しいメロディーと歌詞をはめ込んではどうかというアイデアが出され、この歌入りヴァージョンの「パートII」が作られた。

### Side B
1. GIRLS ON THE BEACH  –  (2'42")
  - Brian Wilson
  - ビーチ・ボーイズの1964年のアルバム『オール・サマー・ロング』収録曲。山下のテイクは本作以前から録音されていた作品。
2. PLEASE LET ME WONDER  –  (3'04")
  - Mike Love, Brian Wilson
  - ビーチ・ボーイズの1965年のアルバム『ザ・ビーチ・ボーイズ・トゥディ』収録曲。山下のテイクはシングル「スプリンクラー」[注釈 9]のB面用にレコーディングされたもの。オリジナルに従って、エンディングに“I LOVE YOU”というセリフが入っているが、1984年放送の新春放談で番組中にこの曲を聴いた大瀧詠一は「声が小さくない?」とコメントしていた。レコーディング後に2番の歌詞にオリジナルと違う箇所がある事が判明した。オリジナルの歌詞を入手した時、一から歌入れをやり直したいと申し出たが、吉田保から「歌詞の違った箇所だけ歌い直せば良い」と言われ、歌詞が違った8小節だけ歌い直しによりテープ編集されているため、その箇所だけエコーの掛かり具合が違うという。
3. DARLIN'  –  (3'27")
  - Mike Love, Brian Wilson
  - ビーチ・ボーイズの1967年のアルバム『ワイルド・ハニー』収録曲。その後シングル・カットされ、翌1968年初頭にヒットした。山下はシュガー・ベイブ時代からライブで歌っていて、シングル「高気圧ガール」[注釈 10]のB面用にレコーディングされた。このテイクでは「ダーリン」の別ヴァージョンともいえるシャロン・マリー（Sharon Marie）「THINKIN' 'BOUT YOU BABY」の一節が、コーダで加えられている。
4. GUESS I'M DUMB  –  (3'11")
  - Russ Titelman, Brian Wilson
  - アルバム『MELODIES』[注釈 3]収録曲で、ブライアン・ウィルソンの作曲、プロデュースで1965年6月にリリースされたグレン・キャンベルのシングル曲のカヴァー。1965年2月以降、ビーチ・ボーイズのツアーに参加しないことを表明したブライアンに代わってメンバーとして1か月ほど参加した関係で提供された作品。入手困難なレア・アイテムだったこのシングルをようやく入手したら、今度はカヴァーがやりたくなるという経緯でレコーディングされた。
5. THIS COULD BE THE NIGHT  –  (4'00")
  - Harry Nilsson
  - 若き日のハリー・ニルソンによる書下ろしで、フィル・スペクターのプロデュースでモダン・フォーク・カルテットが1965年にレコーディングした作品。当時は未発表となったが、この曲はブライアン・ウィルソンのオール・タイム・フェイヴァリットであるという記事を読んで、1978年のアルバム『GO AHEAD!』[注釈 11]でカヴァーされた。本作では歌のやり直しと、間奏がギター・ソロからサックス・ソロに変えられるといった、いくつかの相違点があるリミックス・ヴァージョンになっている。
6. I LOVE YOU...Part I  –  (2'02")
  - Tats Yamashita
  - 「パートII」のオリジナル・ヴァージョン。1983年から1984年にかけて放送されたサントリーのCM曲として使用された。CMのコピーが“I LOVE YOU”という、この3言だけで歌われた曲を書いて欲しいという、“恐ろしい”注文からのスタートだったという。そういう場合には山下曰く“伝家の宝刀”ドゥー・ワップと一人多重録音。それで作られた小品だが、山下自身はとても気に入った作品だという。この曲も『OPUS』[注釈 6]と『COME ALONG 3』[注釈 7]に収録された。

## クレジット
| Side A |
| THE THEME FROM BIG WAVE                                                                                           |
| - Tats Yamashita – electric guitar, acoustic guitar, rhodes, - prophet 5, vocoder, percussion & background vocals |
| Jun Aoyama – Drums                                                                                                |
| Kohki Itoh – Bass                                                                                                 |
| JODY |

| Tats Yamashita | – | - drums, bass, electric guitar, acoustic guitar, - 12strings guitar, rhodes, piano, hammond organ, - vibe, percussion & background vocals |

| Daisuke Inoue – tenor sax solo |
| ONLY WITH YOU                  |

| Tats Yamashita | – | - drums, bass, electric guitar, acoustic guitar, - piano, prophet 5, obx, emulator, percussion & - background vocals |

| MAGIC WAYS |

| Tats Yamashita | – | - electric guitar, auto harp, prophet 5, glockenspiel, - percussion & background vocals |

| Jun Aoyama – drums & percussion                         |
| Kohki Itoh – bass                                       |
| Hiroyuki Namba – rhodes & piano                         |
| YOUR EYES                                               |
| Tats Yamashita – rhodes, percussion & background vocals |
| Jun Aoyama – drums                                      |
| Kohki Itoh – bass                                       |
| Kazuo Shiina – electric guitar & electric sitar         |
| Chuei Yoshikawa – acoustic guitar                       |
| Hidefumi Toki – alto sax solo                           |
| I LOVE YOU                                              |

| Tats Yamashita | – | - drums, piano, electric guitar, - percussion & background vocals |

| Satoshi Nakamura – tenor sax solo |
| Side B                            |

| on | - “GIRLS ON THE BEACH” , “PLEASE LET ME WONDER” , “DARLIN'” , - “GUESS I'M DUMB” & “THIS COULD BE THE NIGHT” |

| All instruments played by Tats Yamashita |
| except;                                  |

| Kohki Itoh | – | - bass on “GIRLS ON THE BEACH”, “PLEASE LET ME WONDER” - & “GUESS I'M DUMB” |

| Ryuichi Sakamoto – poly moog on “THIS COULD BE THE NIGHT”      |
| Motoya Hamaguchi – percussion on “THIS COULD BE THE NIGHT”     |
| Chuei Yoshikawa – acoustic guitar on “THIS COULD BE THE NIGHT” |
| Hidefumi Toki – alto sax solo on “THIS COULD BE THE NIGHT”     |
| Ohno Group – strings on “GUESS I'M DUMB”                       |
|                                                                |
| All vocals & background vocals by Tats Yamashita               |

### スタッフ
| SOUNDTRACK PRODUCED BY RYUZO “JUNIOR” KOSUGI & TATS YAMASHITA FOR SMILE COMPANY |
| ENGINEERED BY TAMOTSU YOSHIDA                                                   |
| Recording studios: CBS Sony Roppongi, Onkio Haus & ALFA Studio                  |
| Mastering Engineer : Mitsuru “Teppei” Kasai                                     |
| Second Engineers : Masato Ohmori, Toshiro Itoh, Shigemi Watanabe                |
| Production Co-ordinator: Nobumasa Uchida                                        |
| ALL TRACKS ARRANGED BY TATS YAMASHITA                                           |
| ALL TRACKS ON A-SIDE WRITTEN & COMPOSED by ALAN O'DAY & TATS YAMASHITA          |
|                                                                                 |
| THIS ALBUM DEDICATED TO DENNIS WILSON                                           |

## TATSURO YAMASHITA MOON VINYL COLLECTION

### 解説
2025年3月30日、山下達郎のデビュー50周年を記念して、1983年から1993年にかけて発売されたMOONレーベルのアルバム6作品が、5月から11月にかけてアナログ盤とカセットにて完全生産限定で再発売されることが発表された。
このたびラインナップされたのは『MELODIES』、『BIG WAVE』、『POCKET MUSIC』、『僕の中の少年』、『ARTISAN』、『SEASON'S GREETINGS』の6作品。2023年には1976年から1982年にかけてRCA/AIRレーベルで発売された初期8作品が「RCA/AIR YEARS VINYL COLLECTION」として発売されており、今回の6作品はそれに次ぐシリーズとなる。

### パッケージ、アートワーク
オリジナル・アナログ盤に封入されていた歌詞カードを同封。表面および歌詞が掲載された内側とも、オリジナルをもとにリデザインされたものとなっている。その他、2014年リリースの『BIG WAVE 30th Anniversary Edition』に収載された書き下ろしの“解説と曲目解説”を補筆改定にて再掲したライナーノーツを新規封入。リマスタリング・エンジニアはワーナーミュージック・マスタリングの菊地功、カッティングは同じくワーナーミュージック・マスタリングの加藤拓也がそれぞれ担当。“TATSURO YAMASHITA RCA/AIR YEARS Vinyl Collection”でカッティング・エンジニアを務めたワーナーミュージック・マスタリングの北村勝敏は、カッティング・アドバイザーとしてクレジットされている。

### プロモーション、マーケティング
山下達郎の活動50周年を記念したアナログ盤とカセットでの再発シリーズ“TATSURO YAMASHITA MOON VINYL COLLECTION”の第1弾、『MELODIES』が発売された5月21日、山下自身の編集によるノンストップ・ミックスを使用したティザー映像がワーナーミュージック・ジャパンの公式YouTubeチャンネルで公開された。本作『BIG WAVE』からは「THE THEME FROM BIG WAVE」が選ばれている。
アナログ盤およびカセットの先着購入者特典として、TOWER RECORDS全店（オンライン含む/一部店舗除く）：ジャケット絵柄カードサイズカレンダー、HMV全店（HMV&BOOKS Online含む/一部店舗除く）：ジャケット絵柄7インチサイズステッカー、Amazon.co.jp：ジャケット絵柄メガジャケ、楽天ブックス：ジャケット絵柄アクリルキーホルダー、セブンネットショッピング：ジャケット絵柄アクリルコースター、応援店 (その他の販売店)：ジャケット絵柄ポストカード、がそれぞれ付けられた。また、応募抽選特典として、アナログ盤を全6タイトル購入者に、抽選で「豪華アナログ盤収納ケース」、カセットを全6タイトル購入者に、抽選で「豪華カセット収納ケース」がそれぞれプレゼントされることが発表された。

### チャート成績
2025年7月7日付「オリコン週間アルバムランキング」で9位にランクインを記録した。

### 収録曲

#### SIDE A
1. THE THEME FROM BIG WAVE ビッグ・ウェイブのテーマ
2. JODY
3. ONLY WITH YOU
4. MAGIC WAYS
5. YOUR EYES
6. I LOVE YOU...Part II

### SIDE B
1. GIRLS ON THE BEACH
2. PLEASE LET ME WONDER
3. DARLIN'
4. GUESS I'M DUMB
5. THIS COULD BE THE NIGHT
6. I LOVE YOU...Part I

### クレジット
| Side A                                                                  |
| THE THEME FROM BIG WAVE (Lyrics by Alan O'Day, Music by Tats Yamashita) |

| Tats Yamashita | : | - Electric Guitar, Acoustic Guitar, - Keyboards, Vocoder, Percussion & Background Vocals |

| Jun Aoyama : Drums |
| Kohki Itoh : Bass |
| JODY (Lyrics by Alan O'Day, Music by Tats Yamashita)                                                                                            |
| - Tats Yamashita : Drums, Electric Bass, Electric Guitar, Acoustic Guitar, 12 strings guitar, Keyboards, - Vibe, Percussion & Background Vocals |
| Daisuke Inoue : Tenor Sax Solo |
| ONLY WITH YOU (Lyrics by Alan O'Day, Music by Tats Yamashita)                                                                                   |

| Tats Yamashita | : | - Drums, Electric Bass, Electric Guitar, Acoustic Guitar, - Keyboards, Percussion & Background Vocals |

| MAGIC WAYS (Lyrics by Alan O'Day, Music by Tats Yamashita) |

| Tats Yamashita | : | - Electric Guitar, Auto Harp, Keyboards, Glockenspiel, - Percussion & Background Vocals |

| Jun Aoyama : Drums & Percussion                                 |
| Kohki Itoh : Electric Bass                                      |
| Hiroyuki Namba : Acoustic Piano & Electric Piano                |
| YOUR EYES (Lyrics by Alan O'Day, Music by Tats Yamashita)       |
| Tats Yamashita : Electric Piano, Percussion & Background Vocals |
| Jun Aoyama : Drums                                              |
| Kohki Itoh : Electric Bass                                      |
| Kazuo Shiina : Electric Guitar & Electric Sitar                 |
| Chuei Yoshikawa : Acoustic Guitar                               |
| Hiroyuki Namba : Acoustic Piano                                 |
| Hidefumi Toki : Alto Sax Solo                                   |
| I LOVE YOU (Lyrics by Alan O'Day, Music by Tats Yamashita)      |

| Tats Yamashita | : | - Drums, Electric Bass, Electric Guitar, Keyboards, - Percussion & Background Vocals |

| Satoshi Nakamura : Tenor Sax Solo |
| Side B                            |

| on |  | - “I LOVE YOU” , “GIRLS ON THE BEACH” , “PLEASE LET ME WONDER” , “DARLIN'” , - “GUESS I'M DUMB” & “THIS COULD BE THE NIGHT” |

| All Instruments Played by Tats Yamashita                                                      |
| except :                                                                                      |
| Kohki Itoh : Electric Bass on “GIRLS ON THE BEACH”, “PLEASE LET ME WONDER” & “GUESS I'M DUMB” |
| Ryuichi Sakamoto : Polymoog on “THIS COULD BE THE NIGHT”                                      |
| Motoya Hamaguchi : Percussion on “THIS COULD BE THE NIGHT”                                    |
| Chuei Yoshikawa : Acoustic Guitar on “THIS COULD BE THE NIGHT”                                |
| Hidefumi Toki : Alto Sax Solo on “THIS COULD BE THE NIGHT”                                    |
| Suzumu Kazuhara : Trumpet on “DARLIN'” & “GUESS I'M DUMB”                                     |
| Masahiro Kobayashi : Trumpet on “DARLIN'” & “GUESS I'M DUMB”                                  |
| Shigeharu Mukai : Trombone on “DARLIN'” & “GUESS I'M DUMB”                                    |
| Tadanori Konakawa : Trombone on “DARLIN'” & “GUESS I'M DUMB”                                  |
| Takeru Muraoka : Tenor Sax on “DARLIN'” & “GUESS I'M DUMB”                                    |
| Shunzo Sunahara : Baritone Sax on “DARLIN'” & “GUESS I'M DUMB”                                |
| Tadanori Ohno Group : Strings on “GUESS I'M DUMB”                                             |
|                                                                                               |
| All Lead Vocals & Background Vocals by Tats Yamashita                                         |

| |
| Originally Released on 1984/06/20 (MOON-28019)                                                                                         |
| |
| [Original 1984 Edition] |
| PRODUCED BY RYUZO “JUNIOR” KOSUGI & TATSRO YAMASHITA FOR SMILE COMPANY                                                                 |
| ARRANGED BY TATSURO YAMASHITA |
| |
| A&R Co-ordinator : Nobumasa Uchida |
| Recording & Mixing Engineer : Tamotsu Yoshida                                                                                          |
| Second Engineers : Masato Ohmori, Toshiro Itoh, Shigemi Watanabe                                                                       |
| Recording Studios : Sony Music Roppongi, SEDIC & ALFA Studio                                                                           |
| |
| - Special Thanks to Mr. Alan O'Day. - We couldn't have made this album without him. - Thanks to Mariya for her pronunciation guidance. |
| |
| MOON-28019 (ALFA MOON) 20th Jun. 1984                                                                                                  |
| |
| [2025 Edition] |
| PRODUCED and ARRANGED by TATSURO YAMASHITA for Tenderberry & Harvest                                                                   |
| Executive Producer : Shusui Kosugi |
| |
| Remastering Engineer : Isao Kikuchi (Warner Music Mastering)                                                                           |
| Vinyl Cutting Engineer : Takuya Kato (Warner Music Mastering)                                                                          |
| Vinyl Cutting Advisor : Katsutoshi Kitamura (Warner Music Mastering)                                                                   |
| |
| Reissue Design : Shusaku Harima (Artisan Artwork)                                                                                      |
| |
| A & R : Seiichi Inoue & Atushi Aoki (WMJ)                                                                                              |
| Artist Management : Masako Niimura & Miyuki Ohno (Smile Company)                                                                       |
| Assistant Management : Yu Tanzawa & Naoto Ukai (Smile Company)                                                                         |

## リリース履歴
| #  | 発売日         | リリース                  | 規格 | 品番         | 備考 |
| -- | -------------- | ------------------------- | ---- | ------------ | --- |
| 1  | 1984年6月20日  | MOON ⁄ ALFA MOON          | LP   | MOON-28019   | 初回出荷分は帯の代わりにステッカーが貼られたほか、訂正後の歌詞カードを追加封入。 |
| 2  | 1984年6月20日  | MOON ⁄ ALFA MOON          | CT   | MOCT-28012   | カセット同時発売。アナログLPと同内容。 |
| 3  | 1984年7月25日  | MOON ⁄ ALFA MOON          | CD   | 38XM-3       | 初CD化。 |
| 4  | 1986年12月21日 | MOON ⁄ ALFA MOON          | CD   | 32XM-29      | 価格変更に伴う品番改定による再発。 |
| 5  | 1992年11月10日 | MOON ⁄ MMG                | CD   | AMCM-4123    | 品番改定によるアルファ・ムーン盤の再発（リマスター盤）。 |
| 6  | 1999年6月2日   | MOON ⁄ WARNER MUSIC JAPAN | CD   | WPCV-10021   | 品番改定によるエム・エム・ジー盤の再発。 |
| 7  | 2014年7月23日  | MOON ⁄ WARNER MUSIC JAPAN | CD   | WPCL-11930   | - 『BIG WAVE 30th Anniversary Edition』 - 2014年リマスター+ボーナス・トラックの計19曲収録。 |
| 8  | 2014年8月20日  | MOON ⁄ WARNER MUSIC JAPAN | 2LP  | WPJL-10014/5 | - 『BIG WAVE 30th Anniversary Edition』 - 2014年リマスター音源をディスク2枚に分けて4面に収録した、重量盤180g仕様の2枚組LP。 |
| 9  | 2025年6月25日  | MOON ⁄ WARNER MUSIC JAPAN | LP   | WPJL-10259   | - 【TATSURO YAMASHITA MOON VINYL COLLECTION】 - 2025年ヴァイナル・カッティング、180g重量盤による完全生産限定。山下達郎自身によるライナー付き。アナログ盤全6タイトル購入者応募抽選特典「豪華アナログ盤収納ケース」抽選応募用シリアルコード封入。 |
| 10 | 2025年6月25日  | MOON ⁄ WARNER MUSIC JAPAN | CT   | WPTL-10008   | - 【TATSURO YAMASHITA MOON CASSETTE COLLECTION】 - 2025年リマスタリング音源使用の“2025 Edition”、完全生産限定。山下達郎自身によるライナー付き。カセット全6タイトル購入者応募抽選特典「豪華カセット収納ケース」抽選応募用シリアルコード封入。    |